# KOSU (Hörfunksender)
KOSU ist eine Public Radio Station in Stillwater, Oklahoma und erreicht Hörer in Zentral-Oklahoma und den Städten Stillwater und Oklahoma City. Die Station überträgt einen Mix aus Nachrichten des National Public Radio, Talk und einem AAA Musikformat. Die Station wird von der Oklahoma State University betrieben und hat ihre Studios auf dem OSU-Campus. 
KOSU wurde 1955 gegründet. Zum Programm gehören neben Sendungen des NPR auch Übernahmen von PRX, American Public Media, Public Radio International und unabhängigen Produzenten. 
Das Programm wird auch von den UKW-Station KOSN für Nordost Oklahoma (Tusla, Great Lakes, Bartlesville) auf 107,5 MHz und KOSR auf UKW 88.3 FM in Stillwater übertragen. Die Umsetzer K235CG (94,9 MHz) aus Ponca City und K297AQ (107,3 MHz) aus Bixby übertragen das Programm ebenfalls.